# Super Bowl XXX
El Super Bowl XXX fue la 30.ª edición de la final por el campeonato de la National Football League (NFL) correspondiente a la temporada regular de 1995. Este partido de fútbol americano se disputó el 28 de enero de 1996 en el Sun Devil Stadium  en la ciudad de Tempe, Arizona. En el partido los campeones de la National Football Conference (NFC), los Dallas Cowboys, derrotaron a los campeones de la American Football Conference (AFC) Pittsburgh Steelers por marcador de 27-17.
Con este Super Bowl Los Dallas Cowboys, empataron con los San Francisco  49ers para el récord de mayor número de victorias en un Super Bowl por un equipo (5) y se convirtió en el primer equipo en ganar 3 Super Bowls en 4 años. Este fue el tercer enfrentamiento entre los Dallas Cowboys y Pittsburgh Steelers  en un Super Bowl (después de Super Bowl X y Super Bowl XIII), que actualmente es el mayor entre dos equipos en la NFL. Para los steelers, fue su primera derrota en un Super Bowl en su historia después de ganar 4 en la década de los 70's. Los Steelers empatarían la marca de 5 Super Bowls ganados junto a los 49ers y Cowboys en el Super Bowl XL, 3 años más tarde y llegarían a 6 victorias en el año 2009 en el  (cornerback) Larry Brown, de los Dallas Cowboys, se convirtió en el primer cornerback en la historia en recibir el Super Bowl MVP, completando dos intercepciones y regresándolas para completar un total de 77 yardas. Los Cowboys sellaron la victoria al convertir las intercepciones de Brown en dos touchdowns.
La transmisión de la NBC alcanzó un estimado de 95.1 millones de personas en los Estados Unidos, convirtiéndolo en el segundo evento deportivo más visto en la televisión , y el tercer programas con mayor audiencia en la historia de esta, solo detrás del episodio final de la serie M*A*S*H.
A partir del Super Bowl XXX, el trofeo Vince Lombardi se le entrega al dueño del equipo ganador en el terreno de juego inmediatamente después de finalizado el encuentro. Anteriormente, le era entregado dentro del vestidor.

## Espectáculo
El entre tiempo del partido del Super Bowl XXX, el espectáculo fue brindado por Diana Ross, siendo la encargada de entretener al público del mismísimo estadio cantando gran parte de sus éxitos, desde canciones de la Motown como "Stop! In The Name Of Love", "You Keep Me Hagin´On", "Baby Love" y "You Can´t Hurry Love" a temas de su carrera en solitario como "Why Do Fools Fall In Love", "Chain Reaction", "Ain´t No Mountain High Enough", "Take Me Higher" y "I Will Survive", cuando llegó esta última canción la diva se retiró del Super Bowl en un helicóptero que ya la esperaba sobre el escenario.

## Alineaciones titulares
| Dallas           | Posición   | Pittsburgh       |
| ---------------- | ---------- | ---------------- |
| Ofensiva         |            |                  |
| Kevin Williams   | WR         | Ernie Mills      |
| Mark Tuinei      | LT         | John Jackson     |
| Nate Newton      | LG         | Tom Newberry     |
| Derek Kennard    | C          | Dermontti Dawson |
| Larry Allen      | RG         | Brenden Stai     |
| Erik Williams    | RT         | Leon Searcy      |
| Jay Novacek      | TE         | Mark Bruener     |
| Michael Irvin    | WR         | Yancey Thigpen   |
| Troy Aikman      | QB         | Neil O'Donnell   |
| Daryl Johnston   | FB         | John L. Williams |
| Emmitt Smith     | RB         | Erric Pegram     |
| Defensiva        |            |                  |
| Tony Tolbert     | LE         | Brentson Buckner |
| Leon Lett        | LDT/NT     | Joel Steed       |
| Russell Maryland | RDT/RE     | Ray Seals        |
| Charles Haley    | RE/LOLB    | Kevin Greene     |
| Dixon Edwards    | LOLB/LILB  | Chad Brown       |
| Robert Jones     | MLB/RILB   | Levon Kirkland   |
| Darrin Smith     | ROLB       | Greg Lloyd       |
| Larry Brown      | LCB        | Carnell Lake     |
| Deion Sanders    | RCB        | Willie Williams  |
| Darren Woodson   | SS         | Myron Bell       |
| Brock Marion     | FS         | Darren Perry     |
| Staff            |            |                  |
| Barry Switzer    | Entrenador | Bill Cowher      |

- Jugador más valioso